# Liste der Flughäfen und Flugplätze in Honduras

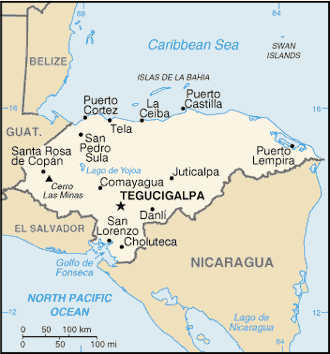
Karte von Honduras

Die Liste der Flughäfen und Flugplätze in Honduras zeigt die Flughäfen und Flugplätze des mittelamerikanischen Staates  Honduras, geordnet nach Orten.
Namen in Fettschrift zeigen regelmäßigen Linienverkehr an.

## Flughäfen
| Ort                 | Department        | ICAO-Code   | IATA-Code | Name des Flughafens                              | Koordinaten                  |
| ------------------- | ----------------- | ----------- | --------- | ------------------------------------------------ | ---------------------------- |
| Ahuás               | Gracias a Dios    | MHAH        | AHS       | Flughafen Ahuas                                  | 15° 28′ 20″ N, 84° 21′ 10″ W |
| Amapala             | Valle             | MHAM        |           | Flughafen Amapala (Los Pelonas) (geschlossen)    | 13° 17′ 2″ N, 87° 37′ 5″ W   |
| Brus Laguna         | Gracias a Dios    | MHBL        | BHG       | Flughafen Brus Laguna                            | 15° 45′ 45″ N, 84° 32′ 35″ W |
| Catacamas           | Olancho           | MHGE        |           | Flughafen El Aguacate                            | 14° 52′ 30″ N, 85° 46′ 30″ W |
| Cauquira            | Gracias a Dios    | MHCU        | CDD       | Flughafen Cauquira                               | 15° 19′ 15″ N, 83° 36′ 15″ W |
| Choluteca           | Choluteca         | MHCH        |           | Flughafen Choluteca                              | 13° 19′ 10″ N, 87° 8′ 58″ W  |
| Comayagua           | Comayagua         | MHSC        | XPL       | Flughafen Comayagua                              | 14° 22′ 57″ N, 87° 37′ 16″ W |
| Copán Ruinas        | Copán             | MHRU        | RUY       | Flughafen Copán Ruinas                           | 14° 55′ 0″ N, 89° 0′ 28″ W   |
| Coyoles             | Yoro              | MHCS        | CYL       | Flughafen Coyoles                                | 15° 26′ 45″ N, 86° 40′ 30″ W |
| El Porvenir         | Colón             | MHPV        |           | Flughafen El Porvenir                            | 15° 31′ 50″ N, 86° 16′ 30″ W |
| Erandique           | Lempira           | MHGU        | EDQ       | Flughafen Erandique                              | 14° 14′ 10″ N, 88° 26′ 15″ W |
| Gracias             | Lempira           | MHGS        | GAC       | Flughafen Celaque                                | 14° 34′ 25″ N, 88° 35′ 45″ W |
| Gualaco             | Olancho           | MHJI        | GUO       | Flughafen Jicalapa                               | 15° 0′ 25″ N, 86° 3′ 0″ W    |
| Guanaja             | Islas de la Bahía | MHNJ        | GJA       | Flughafen Guanaja                                | 16° 26′ 43″ N, 85° 54′ 24″ W |
| Islas del Cisne     | Islas de la Bahía | MHIC        |           | Flughafen Islas del Cisne                        | 17° 24′ 25″ N, 83° 56′ 0″ W  |
| La Ceiba            | Atlántida         | MHLC        | LCE       | Flughafen La Ceiba-Golosón                       | 15° 44′ 32″ N, 86° 51′ 10″ W |
| La Esperanza        | Colón             | MHEZ        |           | Flughafen La Esperanza                           | 15° 36′ 35″ N, 86° 8′ 20″ W  |
| La Esperanza        | Intibucá          | MHLE        | LEZ       | Flughafen La Esperanza                           | 14° 17′ 25″ N, 88° 10′ 30″ W |
| La Unión            | Olancho           | MHCR        | LUI       | Flughafen La Unión                               | 15° 2′ 0″ N, 86° 41′ 33″ W   |
| La Lima             | Cortés            |             | LLH       | Flughafen La Lima                                | 15° 26′ 35″ N, 87° 53′ 55″ W |
| Marcala             | La Paz            | MHMA        | MRJ       | Flughafen Departamento Marcala – geschlossen     | 14° 9′ 43″ N, 88° 2′ 4″ W    |
| Mocorón             | Gracias a Dios    | MHDU        |           | Flughafen Mocorón (Durzona)                      | 15° 1′ 46″ N, 84° 16′ 17″ W  |
| Nueva Ocotepeque    | Ocotepeque        | MHNV        |           | Flughafen Nueva Ocotepeque                       | 14° 25′ 50″ N, 89° 11′ 40″ W |
| Olanchito           | Yoro              | MHOA        | OAN       | Flughafen El Arrayán                             | 15° 30′ 25″ N, 86° 34′ 35″ W |
| Palacios            | Gracias a Dios    | MHPC        | PCH       | Flughafen Palacios                               | 15° 57′ 15″ N, 84° 56′ 25″ W |
| Puerto Castilla     | Colón             | MHCT        |           | Flughafen Puerto Castilla – geschlossen          | 16° 0′ 30″ N, 85° 58′ 5″ W   |
| Puerto Lempira      | Gracias a Dios    | MHPL        | PEU       | Flughafen Puerto Lempira                         | 15° 15′ 45″ N, 83° 46′ 55″ W |
| Roatán              | Islas de la Bahía | MHRO        | RTB       | Flughafen Roatán                                 | 16° 19′ 2″ N, 86° 31′ 2″ W   |
| San Pedro Sula      | Cortés            | MHLM        | SAP       | Internationaler Flughafen Ramón Villeda Morales  | 15° 27′ 10″ N, 87° 55′ 25″ W |
| Santa Bárbara       | Santa Bárbara     | MHSB (MHSZ) |           | Flughafen Santa Bárbara (Honduras) – geschlossen | 14° 56′ 17″ N, 88° 14′ 29″ W |
| Santa Rosa de Copán | Copán             | MHSR        | SDH       | Flughafen Santa Rosa de Copán – geschlossen      | 14° 46′ 38″ N, 88° 46′ 30″ W |
| Tegucigalpa         | Francisco Morazán | MHTG        | TGU       | Flughafen Tegucigalpa                            | 14° 3′ 39″ N, 87° 13′ 2″ W   |
| Tela                | Atlántida         | MHTE        | TEA       | Flughafen Tela                                   | 15° 46′ 35″ N, 87° 28′ 30″ W |
| Trujillo            | Colón             | MHTJ        | TJI       | Flughafen Trujillo                               | 15° 55′ 37″ N, 85° 56′ 18″ W |
| Victoria            | Yoro              |             | VTA       | Flughafen Victoria                               | 14° 56′ 5″ N, 87° 23′ 39″ W  |
| Yoro                | Yoro              | MHYR        | ORO       | Flughafen Yoro                                   | 15° 7′ 40″ N, 87° 8′ 8″ W    |
| Útila               | Islas de la Bahía | MHUT        | UII       | Flughafen Útila                                  | 16° 6′ 45″ N, 86° 52′ 50″ W  |

Die folgenden Flugplätze haben nicht bestätigte Koordinaten:
| Ort           | Department | ICAO | IATA | Flugplatz name          |
| ------------- | ---------- | ---- | ---- | ----------------------- |
| Comayagua     | Comayagua  | MHCG |      | Flugplatz Comayagua     |
| El Progreso   | Yoro       | MHPE |      | Flugplatz El Progreso   |
| Iriona        | Colón      | MHIR | IRN  | Flugplatz Iriona        |
| Juticalpa     | Olancho    | MHJU | JUT  | Flugplatz Juticalpa     |
| Limón         | Colón      | MHLN | LMH  | Flugplatz Limón         |
| Puerto Cortés | Cortés     | MHPU |      | Flugplatz Puerto Cortes |
| San Esteban   | Colón      |      | SET  | Flugplatz San Esteban   |
| Sulaco        | Yoro       | MHUL | SCD  | Flugplatz Sulaco        |
| Tocoa         | Colón      | MHTO | TCF  | Flugplatz Tocoa         |